# Akari Kishikawa
Akari Kishikawa (jap. 岸川 朱里, Kishikawa Akari; * 13. September 1985 in Yokohama) ist eine ehemalige japanische Mittelstreckenläuferin, die sich auf die 800-Meter-Distanz spezialisiert hat.

## Sportliche Laufbahn
Erste internationale Erfahrungen sammelte Akari Kishikawa im Jahr 2004, als sie bei den Juniorenasienmeisterschaften in Ipoh in 2:07,89 min den vierten Platz belegte. Damit qualifizierte sie sich für die Juniorenweltmeisterschaften in Grosseto, bei denen sie aber mit 2:09,38 min in der ersten Runde ausschied. 2009 gewann sie bei den Ostasienspielen in Hongkong in 2:07,21 min die Silbermedaille hinter der Chinesin Liu Qing. 2010 nahm sie an den Asienspielen in Guangzhou teil und erreichte dort nach 2:03,73 min Rang vier und im Jahr darauf wurde sie bei den Asienmeisterschaften in Kōbe nach 2:04,87 min Achte. 2016 bestritt sie in Nagoya ihren letzten Wettkampf und beendete daraufhin im Alter von 30 Jahren ihre Karriere als Leichtathletin.
In den Jahren 2010 und 2011 wurde Kishikawa japanische Meisterin im 800-Meter-Lauf.

## Persönliche Bestleistungen
- 800 Meter: 2:03,34 min, 12. Juni 2011 in Kumagaya
  - 800 Meter (Halle): 2:08,14 min, 10. März 2010 in Nanjing